# Marco Maccarini
Marco Maccarini (Torino, 22 luglio 1976) è un conduttore televisivo e conduttore radiofonico italiano.

## Gli inizi
Marco Maccarini è nato a Torino e ha una sorella maggiore, Marzia, attrice di improvvisazione teatrale. All'età di 17 anni, insieme all'amico Beppe Risso forma i Cabaret Baudelaire suonando per le vie di Torino. Si iscrive all'Istituto Grafico Pubblicitario "Albe Steiner" ma abbandona gli studi per trasferirsi in Inghilterra. Torna in Italia per gli obblighi di leva e sceglie di effettuare il servizio civile. In questo periodo affronta anche i provini per Cercasi VJ e diventa un Vj di MTV.

## Carriera televisiva

### Gli inizi
Il suo primo programma per MTV è MTV Sports, con il quale gira per l'Italia alla ricerca degli sport più bizzarri. Dopodiché insieme a Giorgia Surina si trasferisce negli studi di Londra per condurre Select.

### Total Request Live
Nel 1999 la coppia ritorna a Milano per condurre il programma Total Request Live.
Dopo una prima stagione che riscuote successo, nell'estate del 2000 decide di partire insieme alle Kris & Kris nel continente americano per condurre MTV On the Beach, per poi ritornare a Milano per condurre la nuova stagione di TRL.
Nel 2001 oltre a TRL conduce insieme a Nanà un nuovo programma Say What?, sempre per MTV, dove alcuni concorrenti si sfidano a colpi di karaoke giudicati dal pubblico e da una giuria di qualità. La successiva estate conduce di nuovo MTV On the Beach questa volta da Ibiza insieme a Valeria Bilello e Francesco Mandelli. Condurrà TRL fino al 2004.
Viene chiamato da Andrea Salvetti a condurre l'anteprima del Festivalbar 2002
Nel 2003 è alla conduzione di Yo! MTV Raps in onda tutti i lunedì in seconda serata.
Nel 2003 conduce insieme a Giancarlo Magalli il Dopofestival di Sanremo e l'anteprima del Festival dal titolo Perché Sanremo è Sanremo.

### L'arrivo alFestivalbar
Nello stesso anno si ritrova al Festivalbar 2003, questa volta nel ruolo di conduttore della manifestazione insieme a Michelle Hunziker. Sempre su MTV partecipa insieme a Simone Patrizi per quattro puntate ad MTV On the Beach sulle nevi francesi.

### In tour conTRL
Oltre a TRL Maccarini è impegnato su altri fronti: prima a teatro con la L.I.I.T (Lega Italiana Improvvisazione Teatrale) con la quale mette in scena uno spettacolo Legami e legumi, e poi sempre su MTV con Comedy Lab.
Nel maggio 2004 riceve insieme a Michelle Hunziker e Andrea Salvetti il Telegatto per il Festivalbar 2003, premiato come miglior programma musicale dell'anno.
Oltre a essere protagonista di uno degli spot della TIM, viene confermato per il secondo anno conduttore ufficiale del Festivalbar, questa volta al fianco della cantante Irene Grandi.
Nel 2005 è protagonista della seconda edizione di Comedy Lab. Nell'autunno diventa testimonial insieme a Marco Melandri  della Campagna I Am What I Am della Reebok.

### Le Iene
Nel 2007 entra a far parte del cast de Le Iene come inviato, mentre il 2 marzo è uno dei 5 membri della Giuria di Qualità dei Giovani del Festival di Sanremo 2007.
Agli inizi di novembre diventa telecronista di Sky Sport, per cui commenta i combattimenti dell'Ultimate Fighting Championship. Nello stesso mese presenta a Torino la festa per il giornale La Stampa insieme a Cristina Chiabotto, e partecipa come special guest al video di Irene Grandi Sono come tu mi vuoi.

### Il ritorno su MTV
Nel maggio 2008 dopo due anni di assenza, torna su MTV col programma Best Driver, il nuovo quiz della rete che testa i giovani sul tema dell'educazione stradale.
Inoltre da giugno, su Radio Monte Carlo è alla conduzione di RMC Magazine  insieme a Lucilla Agosti.
Nel 2009 e nel 2010 è alla conduzione di Mentre eri via su Real Time, nel 2011 a quella di Sfide di condominio - Best of the Block su Cielo (nello stesso anno è anche in giuria al Festival di Castrocaro), nel 2012 e 2013 a quella di Best of the Block Reloaded su Deejay TV.
Dal 2013 al 2015 presenta #hashtag# su LaEffe tv.
Dal 2014 è speaker di R101 e nello stesso anno fonda una band musicale di post-liscio, la Orchestra spettacolo Ugo Boni con Andy Fluon e Roberta Carrieri. Il gruppo propone brani dal repertorio classico ballabile e inediti, rivisitati in chiave elettronica.
Nella stagione 2018 - 2019 è speaker di Radio Italia, tutti i giorni feriali.

### Talent show e reality show
Da settembre 2015 è stato docente di canto nel talent show Amici di Maria De Filippi insieme a Rudy Zerbi, Carlo Di Francesco, Fabrizio Moro e Alex Braga. Successivamente è stato sostituito da Boosta dei Subsonica. Nel maggio 2022 entra in gioco come concorrente al reality show L'isola dei famosi su Canale 5.

### Altre attività
È autore del libro Un decimo di te edito da Limina in cui racconta la sua passione per i cammini, il suo percorso di vita, le scelte artistiche e consegna un approccio alla lentezza ed alla leggerezza per un “cammino” più consapevole. 

## Televisione
- MTV Sports (MTV, 1998)
- MTV Select (MTV, 1998)
- Hitlist Italia (MTV, 1999)
- Total Request Live (MTV, 1999-2004)
- MTV On the Beach (MTV, 2000)
- Say What? (MTV, 2000-2002)
- Festivalbar (Italia 1, 2002-2004)
- Perché Sanremo è Sanremo (Rai 1, 2003)
- DopoFestival (Rai 1, 2003)
- Yo! MTV Raps (MTV, 2003)
- TRL On Tour (MTV, 2004)
- Comedy Lab (MTV, 2004-2005)
- Milano Rockin'Fashion (MTV, 2004)
- Isle of MTV (MTV, 2005)
- School in Action (MTV, 2005)
- MTV Sunset (MTV, 2006)
- Le Iene (Italia 1, 2007) inviato
- Best Driver (MTV, 2007)
- Mentre eri via (MTV, 2008)
- Sfide di condominio - Best of the Block (Cielo, 2011)
- Quelli che il calcio (Rai 2, 2015) inviato
- Amici di Maria De Filippi (Canale 5, 2015-2016) insegnante di canto
- Quasi quasi faccio un giro (Instagram,  2016-in corso)
- Fun Cool Music Awards (Zelig TV, 2018)
- Radio Italia Live - Il concerto (Real Time, 2018-2019)
- L'isola dei famosi (Canale 5, 2022) concorrente